# سوینچ‌لی (امام‌اغلو)
سوینچ‌لی (به ترکی استانبولی: Sevinçli) یک منطقهٔ مسکونی در ترکیه است که در امام‌اغلو واقع شده‌است.